# Монрем
Монре́м (фр. Montrem) — коммуна во Франции, находится в регионе Аквитания. Департамент — Дордонь. Входит в состав кантона Сент-Астье. Округ коммуны — Перигё.
Код INSEE коммуны — 24295.

## География

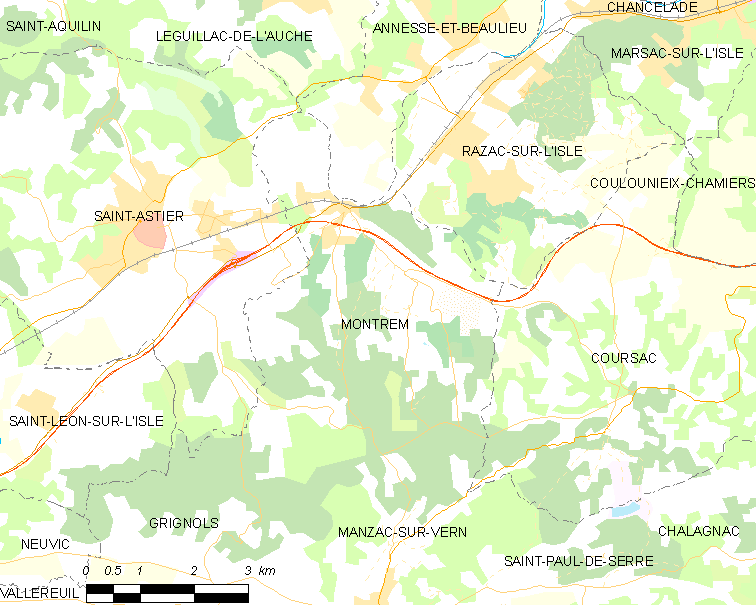
Карта коммуны

Коммуна расположена приблизительно в 440 км к югу от Парижа, в 100 км восточнее Бордо, в 12 км к западу от Перигё.
На севере коммуны протекает река Иль.

### Климат
Климат умеренный океанический со средним уровнем осадков, которые выпадают преимущественно зимой. Лето здесь долгое и тёплое, однако также довольно влажное, здесь не бывает регулярных периодов летней засухи. Средняя температура января — 5 °C, июля — 18 °C. Изредка вследствие стечения неблагоприятных погодных условий может наблюдаться непродолжительная засуха или случаются поздние заморозки. Климат меняется очень часто, как в течение сезона, так и год от года.

## Население
Население коммуны на 2010 год составляло 1244 человека.
| 1962 | 1968 | 1975 | 1982 | 1990 | 1999 | 2010 |
| ---- | ---- | ---- | ---- | ---- | ---- | ---- |
| 858  | 770  | 913  | 982  | 1045 | 1049 | 1244 |

## Администрация
| Период | Период | Фамилия   | Партия                              | Примечания          |
| ------ | ------ | --------- | ----------------------------------- | ------------------- |
| 1965   | 1995   | Роже Рану | Французская коммунистическая партия | депутат (1956—1958) |
| 1995   | 2020   | Жак Рану  |                                     |                     |

## Экономика
В 2010 году среди 785 человек трудоспособного возраста (15-64 лет) 575 были экономически активными, 210 — неактивными (показатель активности — 73,2 %, в 1999 году было 69,9 %). Из 575 активных жителей работали 517 человек (273 мужчины и 244 женщины), безработных было 58 (26 мужчин и 32 женщины). Среди 210 неактивных 63 человека были учениками или студентами, 95 — пенсионерами, 52 были неактивными по другим причинам.

## Достопримечательности
- Церковь Св. Петра в оковах (XII век). Исторический памятник с 1948 года[5]
- Церковь Нотр-Дам в неоготическом стиле (XIX век)

## Фотогалерея

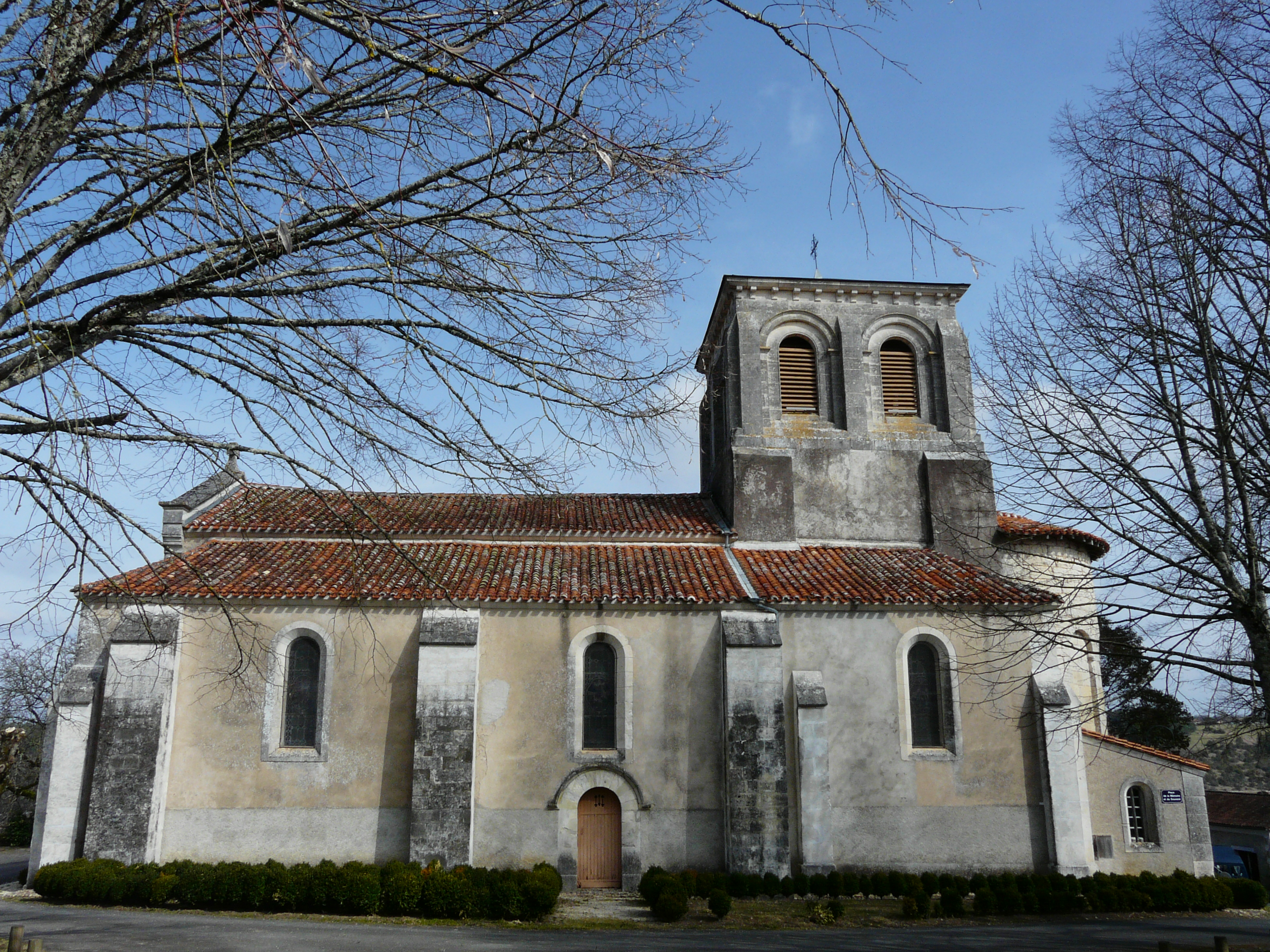
Церковь Св. Петра в оковах
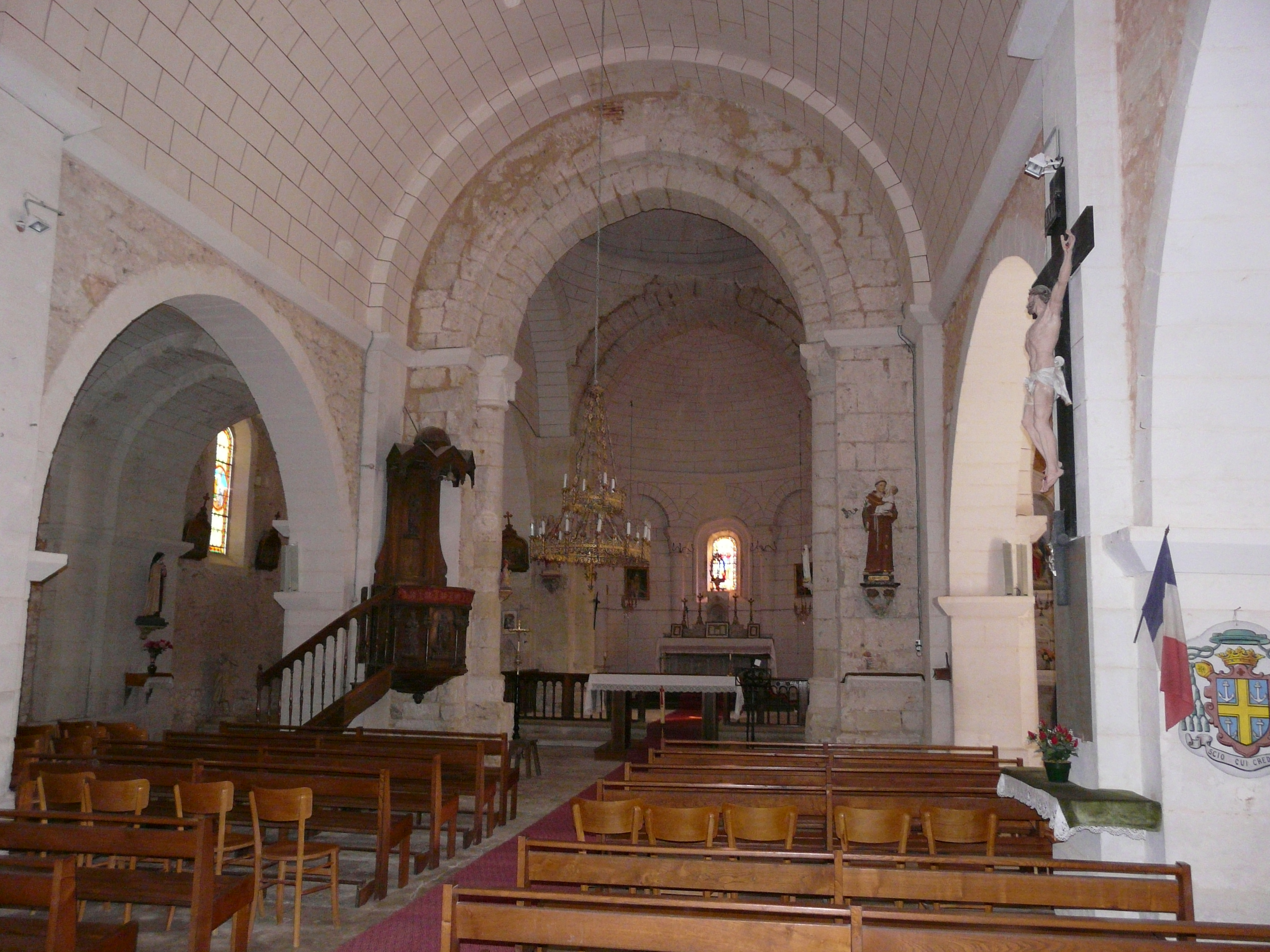
Интерьер церкви Св. Петра в оковах
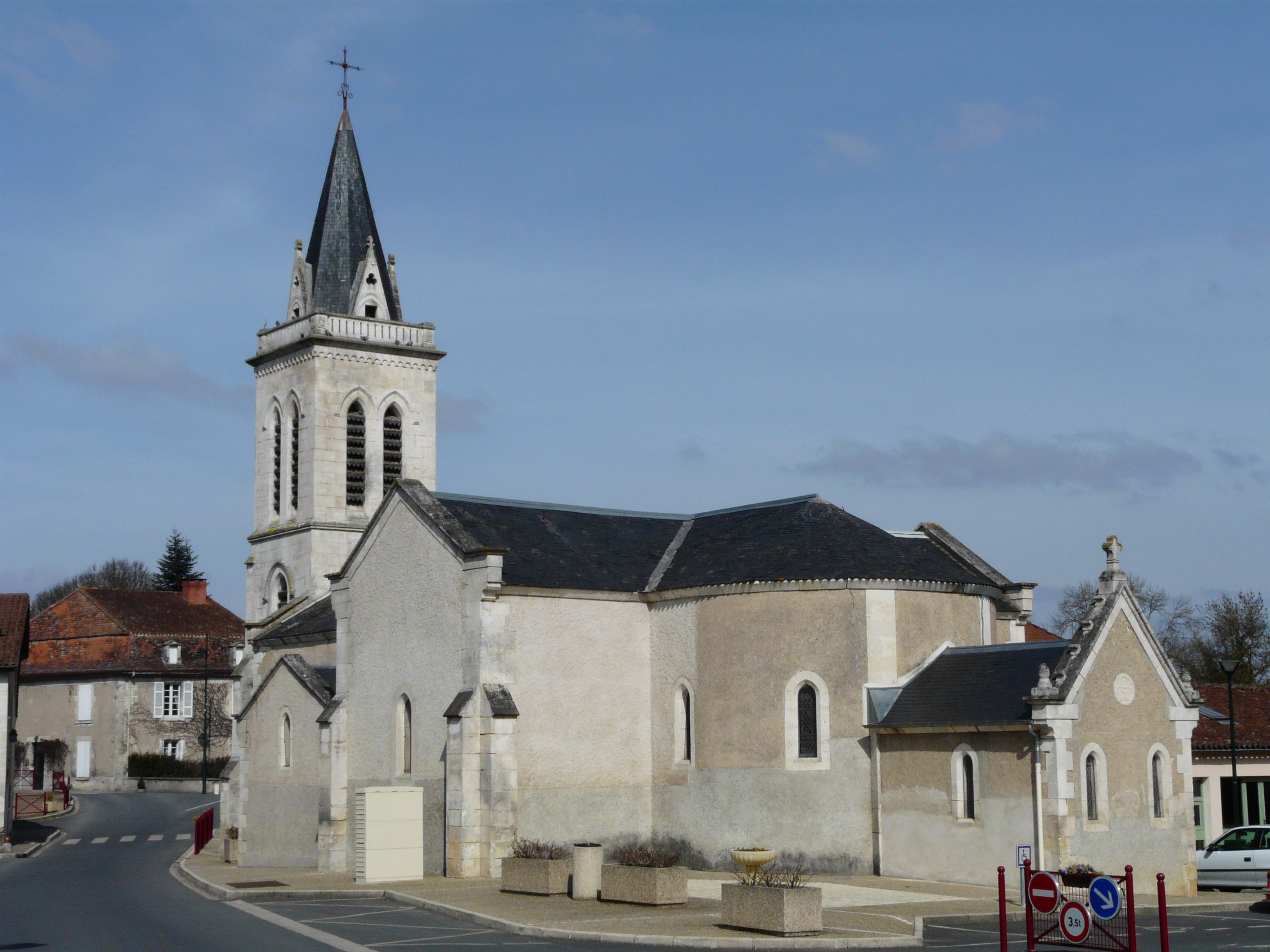
Церковь Нотр-Дам
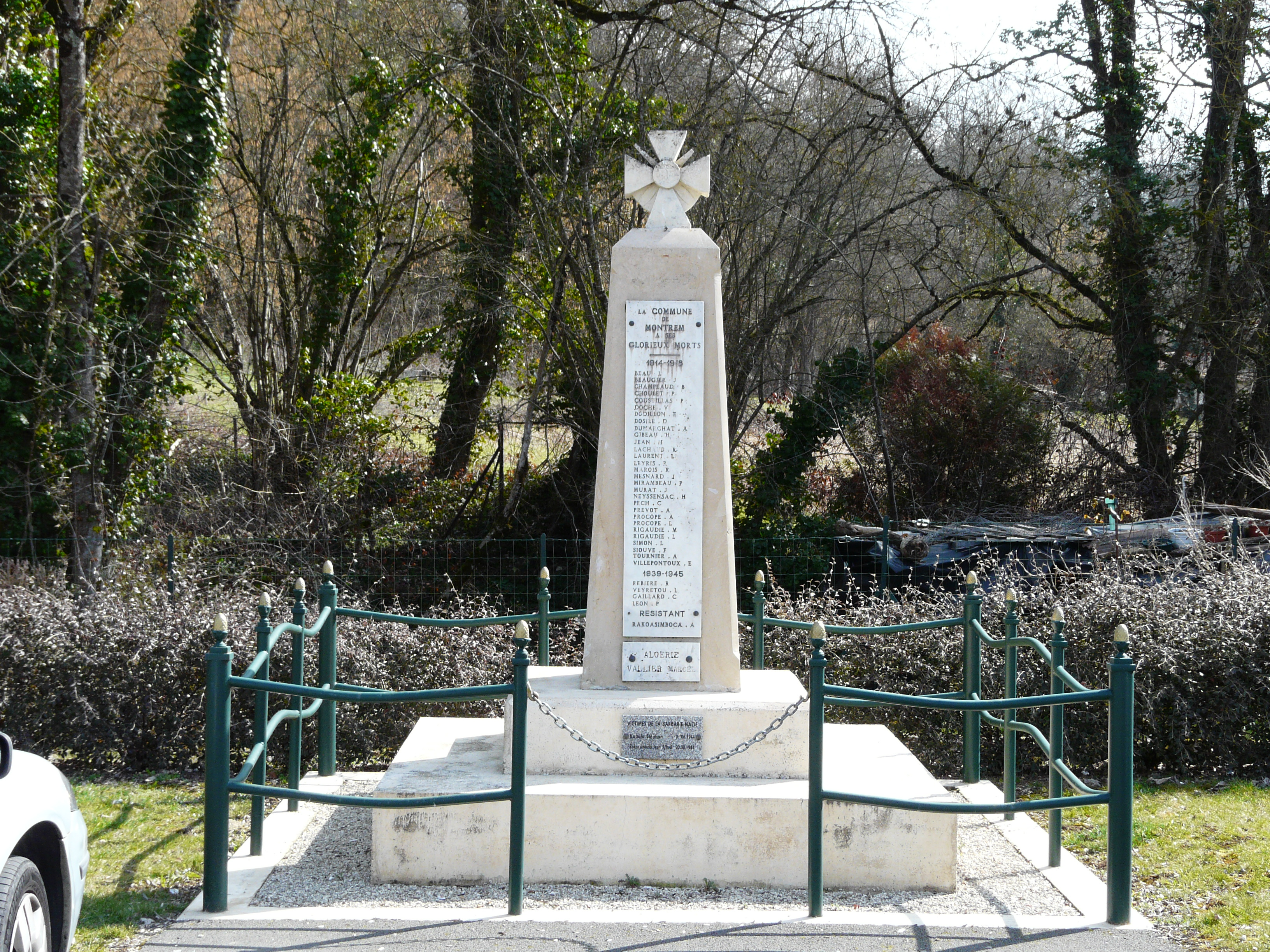
Военный мемориал